# Stobychówka
Stobychówka (ukr. Стобихівка) – wieś na Ukrainie w rejonie koszyrskim obwodu wołyńskiego. W czasach II Rzeczypospolitej była najdalej wysuniętą na południe miejscowością województwa poleskiego.

## Historia
Pod koniec XIX w. wieś w gminie Soszyczno, w powiecie kowelskim.